# Młodziejowice (województwo małopolskie)
Młodziejowice – wieś w Polsce położona w województwie małopolskim, w powiecie krakowskim, w gminie Michałowice.
W latach 1975–1998 miejscowość administracyjnie należała do województwa krakowskiego.

## Części wsi
| SIMC    | Nazwa       | Rodzaj    |
| ------- | ----------- | --------- |
| 0326115 | Mała Strona | część wsi |
| 0326121 | Stoczki     | część wsi |

## Historia
Pierwszą informację na temat Młodziejowic datuje się w źródłach przed 1355, była to początkowo wieś rycerska. Przynajmniej od ostatnich lat XV w. Młodziejowice należały do rodziny Młodziejowskich pieczętującej się herbem Starykoń. W XVI w. właścicielem Młodziejowic został Jan Mężyk, a następnie rodzina Minockich.
W 1586 Młodziejowice odkupił Jacek Młodziejowski herbu Ślepowron. W Młodziejowicach w I. połowie XVI w. została wybudowana papiernia, należąca do Jan Weissa i zniszczona nieodwracalnie w czasie Potopu szwedzkiego. W XVI wieku w dworze w Młodziejowicach istniał także zbór braci polskich.
W XVIII w. wieś należała do Borzęckiego herbu Półkozic, a potem do Katarzyny Ankwiczowej herbu Awdaniec. Miejscowość składała się wówczas z 29 domostw i mieszkało w niej 126 osób. We wsi znajdowała się wówczas karczma, browar, dwór oraz młyn na rzece Dłubni. W XIX w. właścicielem Młodziejowic został pułkownik Franciszek Gawroński pieczętujący się herbem Rawicz, który założył ogród wokół dworu. Pozostałości po tym ogrodzie dotrwały do dziś. Przed II wojną światową, właścicielami Młodziejowic była rodzina Dyakowskich oraz familia Myśliwy.

## Zabytki
Obiekt wpisany do rejestru zabytków nieruchomych województwa małopolskiego.
- Zespół dworski: dwór, młyn, park.